# Skocznik antylopi
Skocznik antylopi, dawniej także: szpringbok (Antidorcas marsupialis), z afrykanerskiego: spring = skok; bok = antylopa, sarna lub kozioł) – gatunek małego brązowo-białego ssaka parzystokopytnego z rodziny wołowatych.
Łacińska nazwa marsupialis pochodzi od fałdu skóry przypominającego kieszeń, ciągnącego się wzdłuż ciała, aż do ogona. Skocznik antylopi potrafi unieść tę fałdę odsłaniając białą sierść.

## Występowanie
Skocznik antylopi żyje na suchych terenach południowej i południowo-zachodniej Afryki, głównie w Namibii, Botswanie, Angoli i Republice Południowej Afryki. Kiedyś występował bardzo licznie, obecnie wskutek częstych polowań i zagospodarowywania terenów, na których żył, jego ilość drastycznie się zmniejszyła. Występuje na terenach prywatnych i w obrębie parków narodowych i niepełnych rezerwatów.

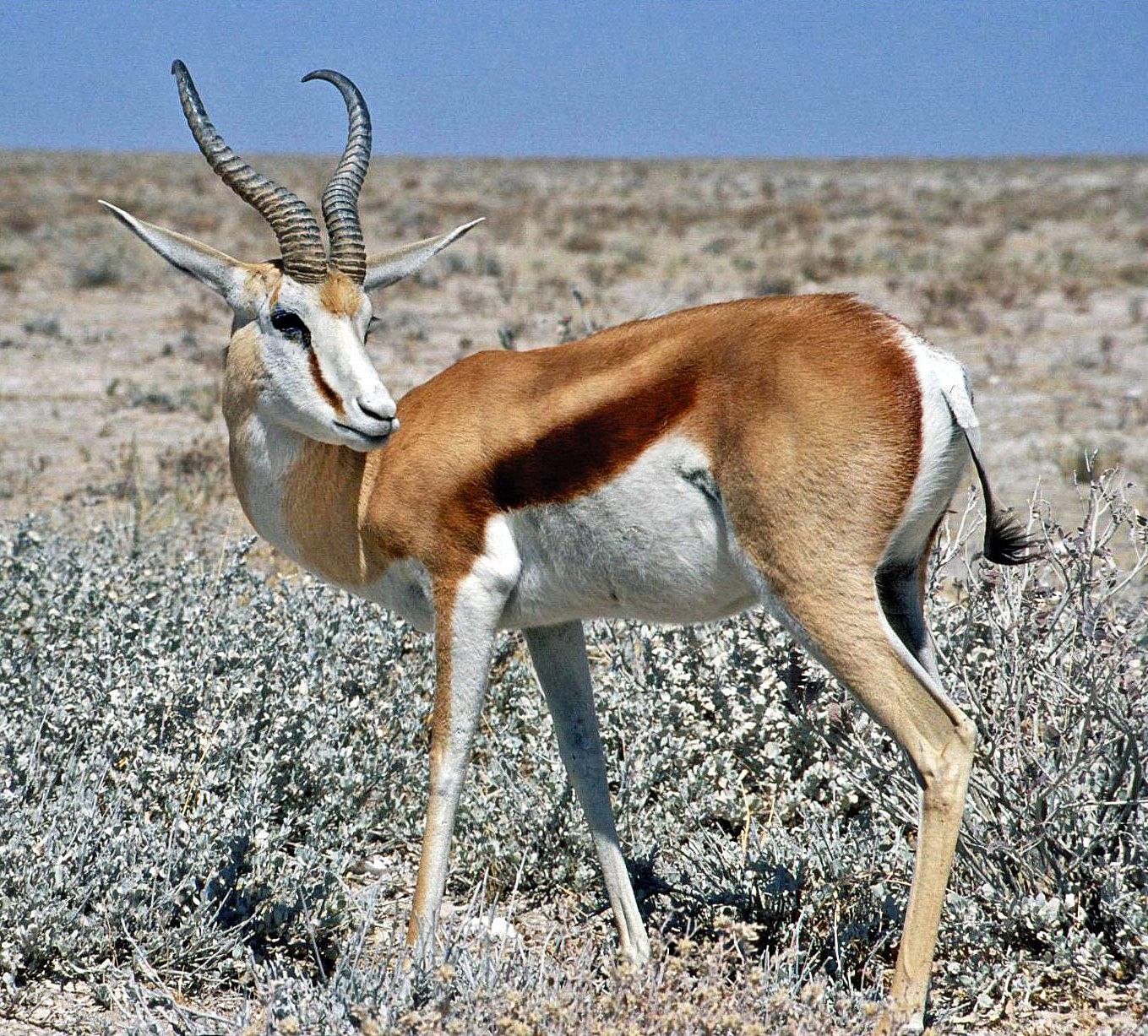
Skocznik antylopi w Namibii

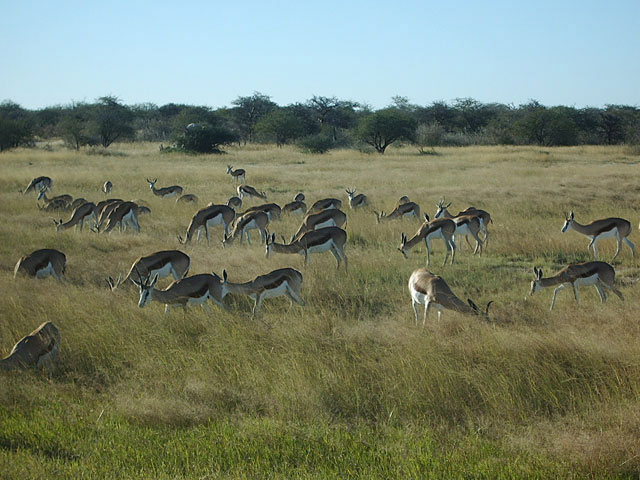
Skocznik antylopi w Namibii

## Symbole narodowe
Skocznik antylopi był symbolem narodowym Południowej Afryki w czasie dominacji białych (apartheid). Był używany jako nick albo maskotka wielu południowoafrykańskich zespołów sportowych oraz najbardziej znanego zespołu rugby.
Pojawiał się na emblematach sił powietrznych RPA, na logo kolei RPA (dla których pozostał radiowym znakiem wywoławczym).
Obecnie skocznik antylopi jest narodowym zwierzęciem RPA.

## Podgatunki
Wyróżniono trzy podgatunki skocznika antylopiego:
- A. marsupialis angolensis
- A. marsupialis hofmeyri
- A. marsupialis marsupialis